# George Pakos
George Pakos (Victoria, Brit Columbia, 1952. augusztus 14. – ) kanadai válogatott labdarúgó. 

## Pályafutása

### Klubcsapatban
Victoriában, brit Columbiában született. 1972 és 1973 között a Victoria West United játékosa volt. 1984 és 1985 között a London Boxing Club, 1983–84-ben a Victoria AA csapatában játszott. Később szerepelt még a Victoria Riptides (1984), a Victoria AA (1986) és a Victoria Vistas (1989) csapatában.

### A válogatottban
1983 és 1986 között 22 alkalommal szerepelt a kanadai válogatottban és 5 gólt szerzett. Tagja volt az 1985-ös CONCACAF-bajnokságon aranyérmet szerző csapatnak. A Honduras elleni idegenbeli mérkőzésen az ő góljával nyertek 1–0-ra. Részt vett az 1986-as világbajnokságon, ahol a Szovjetunió elleni csoportmérkőzésén csereként lépett pályára. Franciaország és Magyarország ellen nem kapott lehetőséget.

## Sikerei, díjai
Kanada
- CONCACAF-bajnokság győztes (1): 1985